# Cottage pie

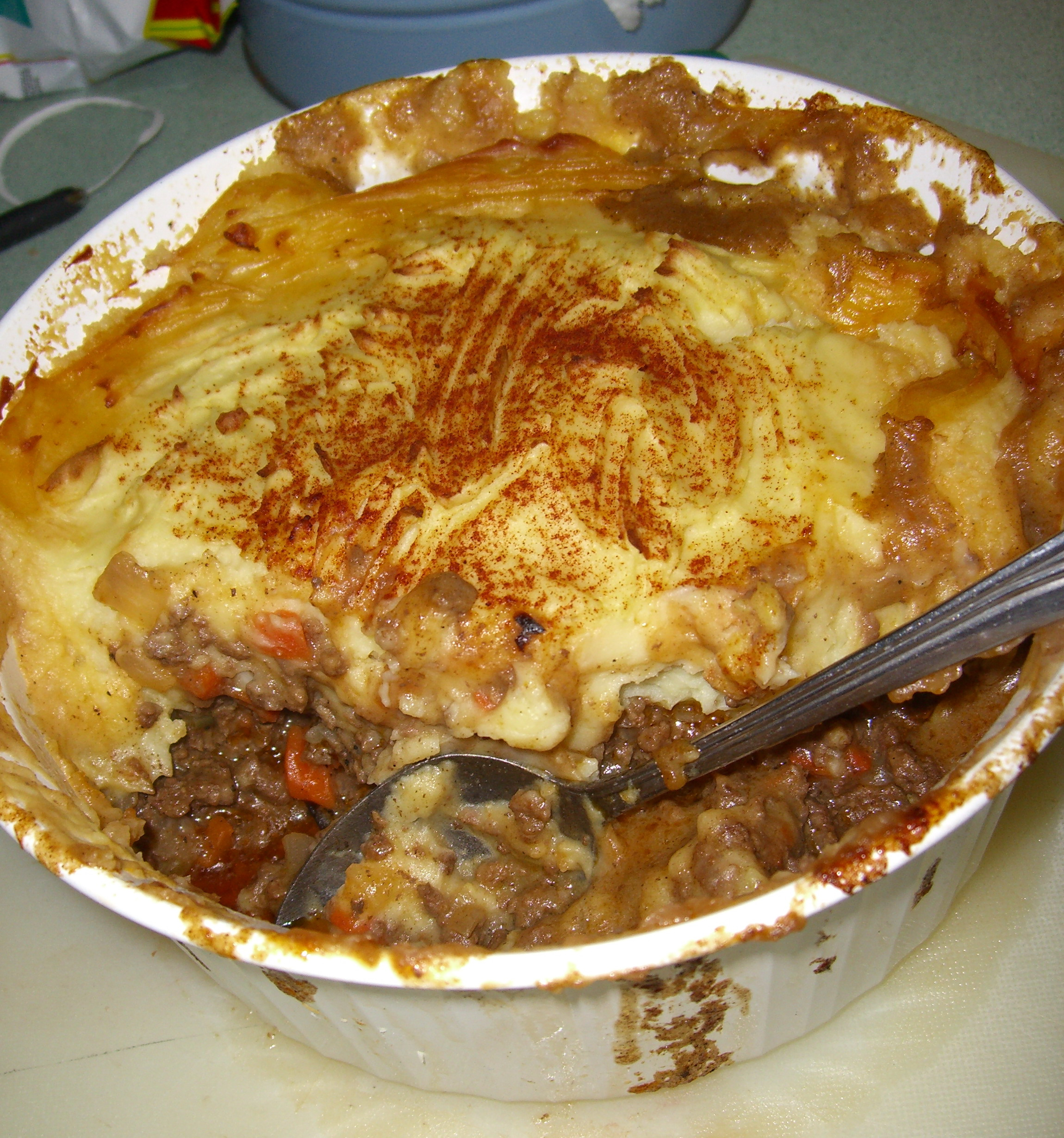
Um prato cottage pie

Cottage pie ou shepherd's pie é um empadão típico da culinária da Inglaterra com base em carne moída sobreposta por puré de batata e assada no forno. O "shepherd's pie" é feito de carne de carneiro e o cottage pie com carne de vaca. Existem receitas mais sofisticadas.

## História
Supostamente, o termo cottage pie, que se pode traduzir como empadão da cabana, está relacionado com a introdução da batata na Inglaterra, no século XVIII. O nome shepherd's pie ou empadão do pastor terá aparecido mais recentemente, para referir os empadões feitos com carne de carneiro ou borrego, ao passo que as preparações feitas com carne de vaca continuaram a ser chamadas cottage pie.